# Brianna Lyston
Brianna Lyston (née le 24 mai 2004) est une athlète jamaïcaine, spécialiste des épreuves de sprint.

## Biographie
Elle remporte la médaille d'or du 200 mètres lors des championnats du monde juniors de 2022 à Cali.
Le 17 avril 2022, à l'occasion des Jeux de la Carifta, l'équipe jamaïcaine composée de Serena Cole, Brianna Lyston, Tina et Tia Clayton établit un nouveau record du monde junior du 4 × 100 m en 42 s 58.
En mai 2024 à Gainesville, elle porte ses records personnels à 10 s 91 sur 100 m et à 22 s 31 sur 200 m.

## Palmarès
| Date | Compétition                   | Lieu | Résultat | Épreuve | Temps   |
| ---- | ----------------------------- | ---- | -------- | ------- | ------- |
| 2022 | Championnats du monde juniors | Cali | 1re      | 200 m   | 42 s 59 |

## Records
| Épreuve | Temps   | Lieu        | Date        |
| ------- | ------- | ----------- | ----------- |
| 100 m   | 10 s 91 | Gainesville | 11 mai 2024 |
| 200 m   | 22 s 31 | Gainesville | 9 mai 2024  |